# HE-AAC

Diagrama de integració, basat en l'especificació tècnica de MPEG-4 Part 3.

Un codificador avançat d'àudio d'alta eficiència (HE-AAC de l'anglès High-Efficiency Advanced Audio Coding) és un format de compressió d'àudio digital que utilitza un algorisme de compressió amb pèrdua definit com un perfil MPEG-4 Part 3 d'àudio a l'ISO/IEC 14496-3 basat en la Replicació de banda espectral (Spectral Band Replication -SBR-) i l'estèreo paramètric (Parametric Stereo -PS-). És una extensió d'un dels tres perfils definits a l'estàndard MPEG-2 Part 7 (AAC), l'AAC LC (Low Complexity AAC), optimitzat per taxes de bit baixes.

## Característiques

Evolución.

HE-AAC és considerat un codificador de qualitat alta. Les taxes de bits que s'aconsegueixen en àudio estèreo de "bona qualitat" van de 16 a 48Kbits/s depenen de la versió. Les freqüències de mostreig que suporta oscil·len entre els 24 i els 96 KHertz. Suporta canals mono, estèreo i Multicanal (5.1, 7.1).

## Versions

### HE-AAC v1
També conegut com a aacPlus és la primera versió de He-AAC. Combina el còdec d'àudio AAC-LC amb la Replicació de banda espectral (SBR), eina d'expansió, ja que ofereix la mateixa experència de so amb aproximadament la meitat de la taxa de bits respecte d'altres còdecs d'àudio. El perfil de HE-AAC v1 està especificat a l'ISO/IEC 14496-3:2001/Amd.1.
Alguns exemples de taxes de bits que aconsegueix per àudio de "bona qualitat" són:
| Mono    | Estèreo | 5.1      |
| ------- | ------- | -------- |
| 32 Kbps | 48 Kbps | 128 Kbps |

### HE-AAC v2
També conegut com a aacPlus v2, és la segona versió de HE-AAC. HE-AAC v2 sorgeix de la combinació de les tecnologies fetes servir a la v1 (AAC-LC y SBR) amb l'estèreo paramètric (Parametric Stereo -PS-). El perfil de HE-AAC v2 està especificat a l'ISO/IEC 14496-3:2001/Amd.4.

#### Característiques
L'ús de l'estèreo paramètric fa possible augmentar l'eficiència en la codificació respecte a la v1 mitjançant l'explotació paramètrica de la imatge estèreo del senyal d'entrada.
HE-AAC v2 és un superconjunt del còdec d'àudio AAC que aconsegueix per MPEG-4 taxes de bit més baixes mantenint la qualitat de l'àudio.
Una altra característica important que inclou aquesta versió, que a la vegada també és inclosa a la versió 1, és la flexibilitat en el transport de metadades. Aquestes es poden incorporar com a dades auxiliars, de manera que tan sols poden ser decodificades pels decodificadors compatibles. Els decodificadors que no ho siguin ignoraran aquestes metadades.

#### Arquitectura

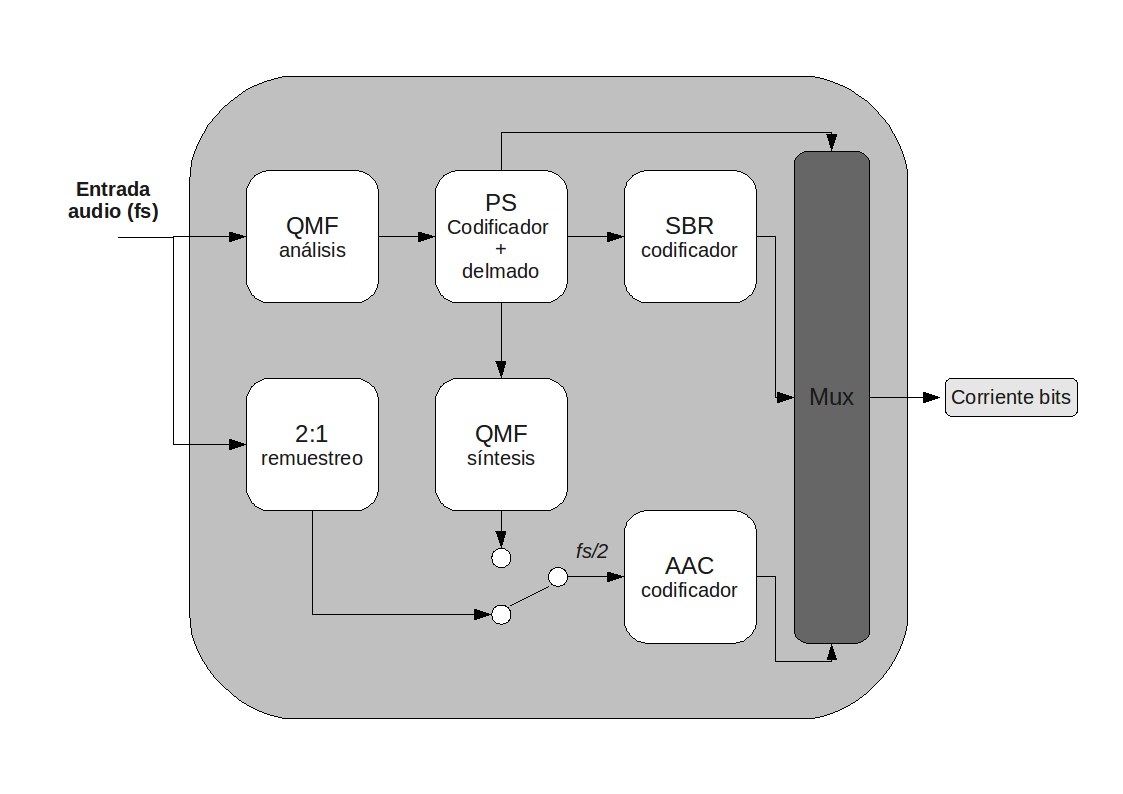
Codificador HE-AAC.

CodificadorLes tecnologies AAC, SBR y PS són els components básic del perfil MPEG-4 HE-AAC v2. El còdec AAC es fa servir per codificar la banda de freqüències baixes (low band), la Replicació de banda espectral codifica la banda de freqüències altes (High Band), i l'Estèreo paramètric codifica la imatge estèreo de forma parametritzada.
Un codificador típic de aacPlus, presenta un senyal d'entrada d'àudio mostrejat a fs (freqüència de mostreig) que alimenta un banc de filtres de 64 bandes-QMF (Filtre mirall en quadratura) el qual transforma el senyal al domini QMF. Tant el bloc de l'estèreo paramètric com el de la replicació de banda espectral utilitzen les dades obtingudes de la transformació per realitzar la codificació. Aquest senyal entra al bloc PS, que realitza una mescla (downmix) d'estèreo a mono. El senyal obtingut després de ser processat en aquest bloc s'envia al multiplexor i al bloc SBR.
Al bloc codificador AAC li arriba un senyal, que pot ser l'obtingut al bloc PS, reconstruït en el domini temporal com una síntesi amb 32 bandes-QMF o bé, si no fem servir el bloc PS (cas donat a la versió 1) arriba el senyal d'entrada remostrejat per 2. Finalment totes les dades codificades es multiplexen a un torrent de bits únic.

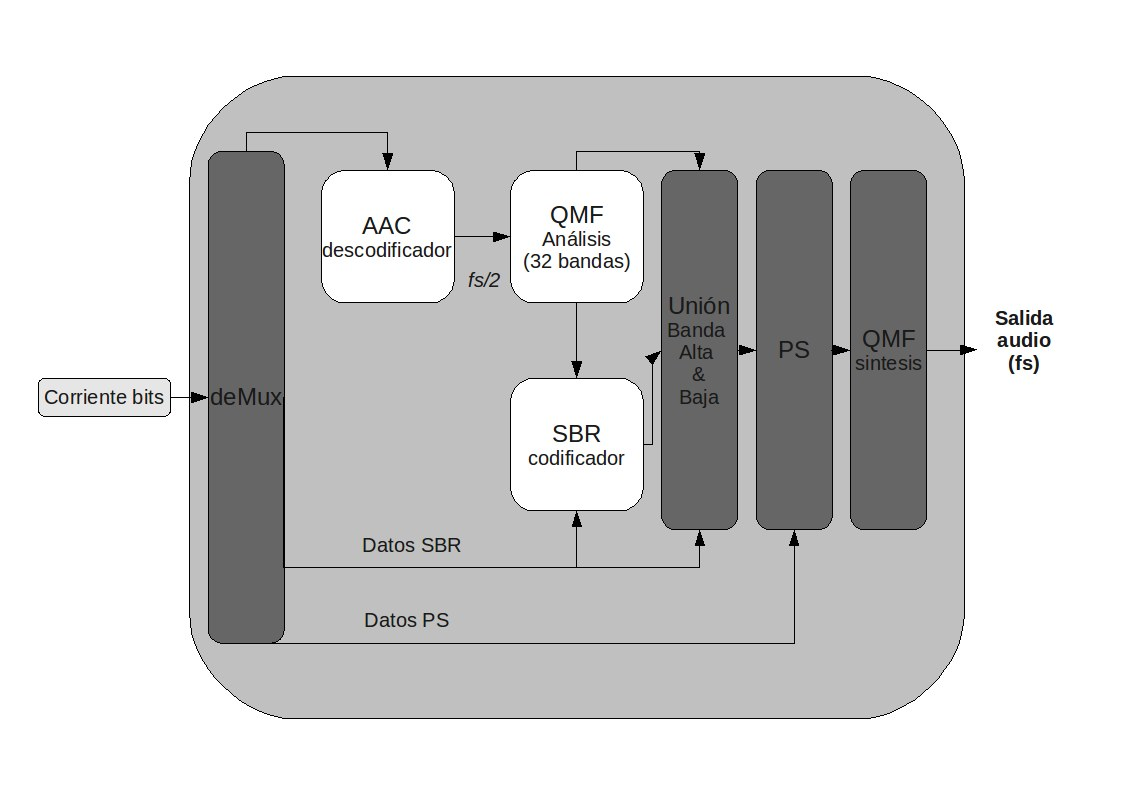
Codificador HE-AAC.

DescodificadorEn el cas del descodificador, primer es desmultiplexa el corrent de bits d'entrada en tres torrents de bits diferents: dades per AAC, dades per SBR i dades per PS. ls decodificador AAC genera a la seva sortida un senyal en el domini temporal de banda baixa a una freqüència de mostreig fs/2. Aquest senyal es transforma al domini QMF pel seu processament. El bloc de processament SBR reconstrueix el senyal en el domini QMF de banda alta, una vegada obtingudes les dues bandes es fusionen per tal d'aconseguir la banda completa (Full-band) al domini QMF. Si es fa servir el bloc PS, aquest crea una representació estèreo en el domini QMF.
Finalment el senyal se sintetitza mitjançant un banc de filtres de 64 bandes-QMF. La sortida del descodificador és un senyal en el domini temporal amb una freqüència de mostreig fs.

## Qualitat perceptual
S'han realitzat diferents avaluacions sobre la qualitat de l'àudio obtingut aplicant HE-AAC v1 i HE-AAC v2.
El test realitzat per la EBU, el qual avaluava una gran varietat de formats, entre ells Mp3PRO, aacPlus, AAC, Real 8, WMA 8, MP3 a una taxa de bits de 48kbits/s utilitzant el mètode "MUSHRA test method", va donar com a resultat una evident superioritat del format HE-AAC respecte dels altres, superior fins i tot al Mp3PRO.
Un altre test realitzat per MPEG, fent servir també el mètode MUSHRA, va determinar que l'aplicació del bloc estèreo paramètric a l'HE-AAC v2 millorava la qualitat de l'àudio obtingut a mesura que es disminuïa la taxa de bits, respecte a l'HE-AAC v1.
Els test duts a terme per l'Institut für Rundfunktechnik (IRT), fent servir còdec d'àudio multicanal com Dolby a 384 kbits/s i WMA a 192 kbit/s, demostraven que l'aacPlus a 160 Kbits/s produeix resultats millors en diferents estils musicals respecte als altres.

## Aplicacions
Diversos formats que contenen HE-AAC són MP4, M4A (MPEG-4) i 3GP. HE-AAC també està disponible per als sistemes operatius Windows, Linux i McIntosh. Els seus principals usos són en DAB+ (Digital Audio Broadcasting), Gestió de drets digitals (Digitals right management -DRM-), DVB-H, Radiodifusió multimèdia digital (Digital Multimedia Broadcasting o DMB), MediaFLO, 3GPP (3rd Generation Partnership Project), XM Radio, Radio digital Mundial (Digital Radio Mondiale), ràdio per internet en streaming per a dispositius mòbils, telefonia mòbil, descàrrega de música per mòbils...
La majoria d'aplicacions que fan servir l'HE-AAC estan relacionades amb la necessitat d'obtenir una taxa de bits baixa degut a l'ús de canals de transmissió amb capacitat limitada (amplada de banda limitada).
| Versió    | Aplicacions típiques                                                     | Taxa de bits típica |
| --------- | ------------------------------------------------------------------------ | ------------------- |
| HE-AAC v1 | XM Radio Mobile music download Digital Radio Mondiale                    | 64 kbit/s (estèreo) |
| HE-AAC v2 | 3GPP music download Digital radio DAB+ (Stereo) Internet radio streaming | 48 kbit/s (estèreo) |